# Bad Ass
Bad Ass je film z roku 2012. Film režíroval Craig Moss podle scénáře Elliota Tishmana. Frank Vega (Danny Trejo) je hrdina z vietnamské války. Jednou se v autobuse zastane staršího muže stane se z něj hrdina. Jeho kamaráda Klondikea (Harrison Page) zabijí kvůli flash disku. Protože policie případ neřeší, Vega hledá vraha sám. V USA měl film premiéru 13. dubna 2012.